# Toulouse Métropole Basket
Maillots
Actualités

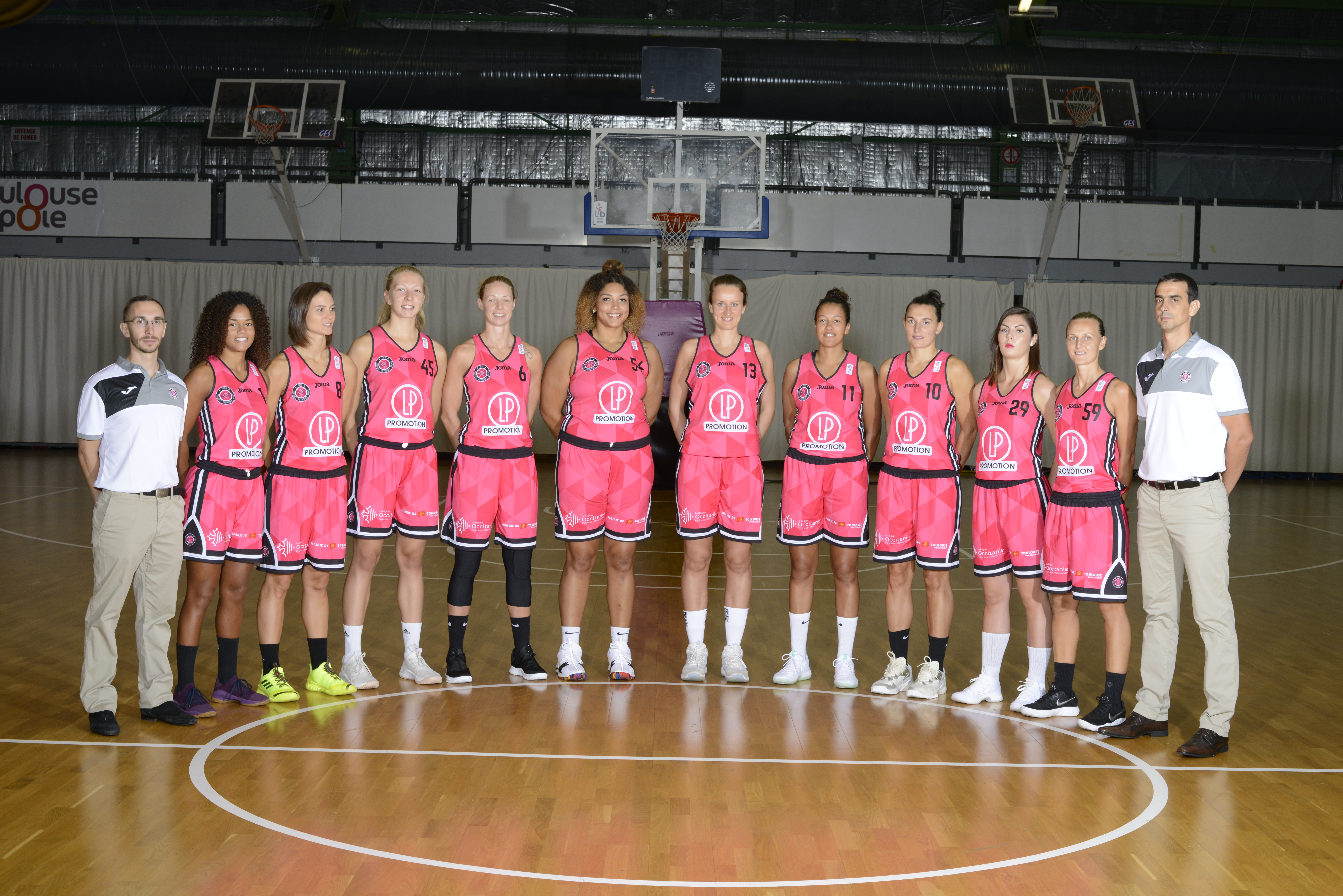
Toulouse Métropole Basket : Equipe 2018-2019

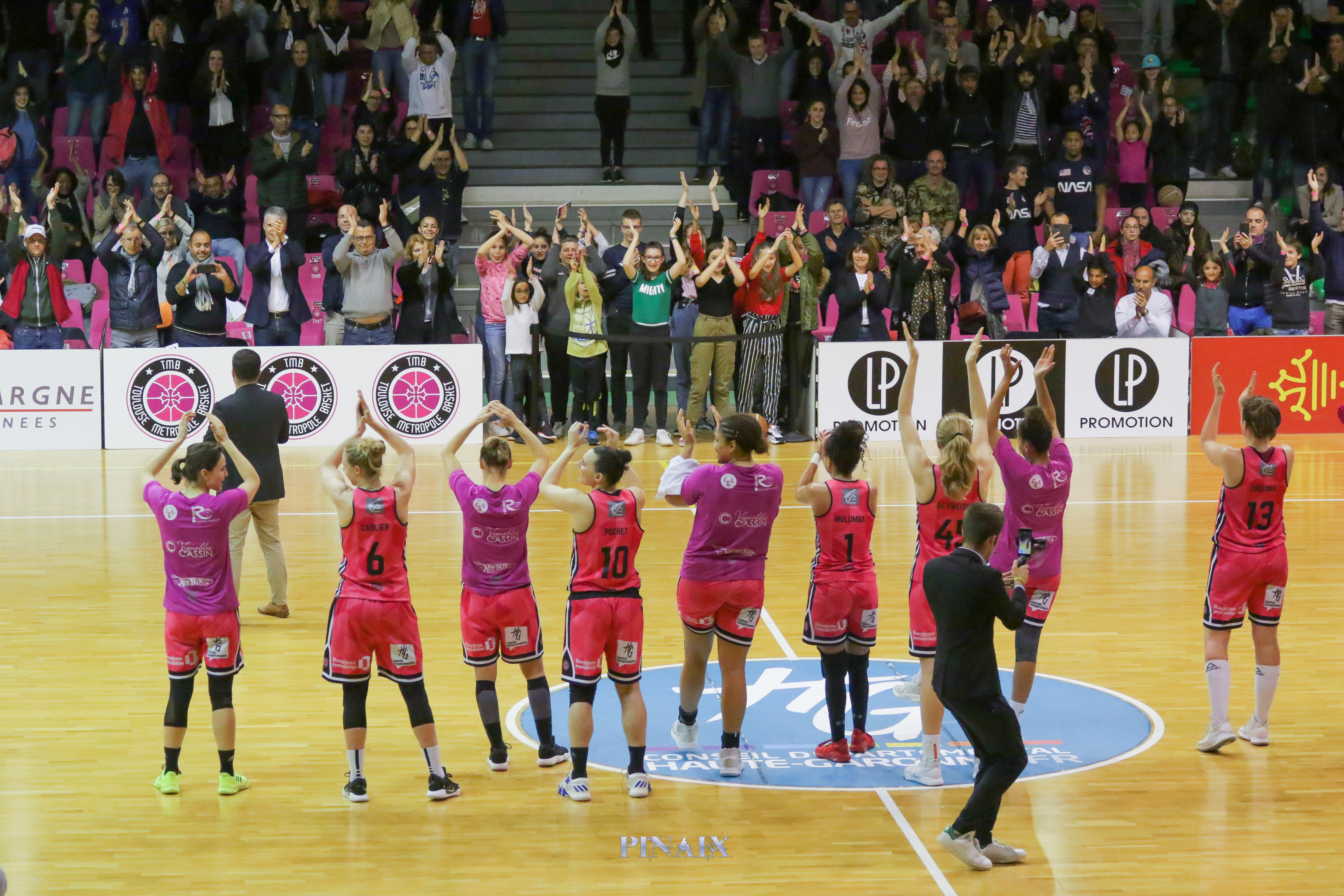
L’équipe 2018 du TMB après une victoire lors des Playoffs de LF2

Le Toulouse Métropole Basket est un club français de basket-ball féminin basé à Toulouse, évoluant en Ligue féminine de basket. Créé en 2008, le TMB a été créé par d'anciens dirigeants de la section de basket-ball du Toulouse Cheminots Marengo Sports. 
Le TCMS a cédé, à titre gracieux les droits sportifs de la nationale 3, et le TMB a par la suite acquis les droits sportifs du Lot-et-Garonne UST, évoluant en NF1 et menacée de dépôt de bilan. Le basket-ball toulousain est organisé avec le TMB étant réservé aux équipes féminines et le Toulouse Basket Club, devenu Stade toulousain basketball en 2023, aux équipes masculines.

## Historique
À la suite de la disparition du Toulouse Launaguet Basket en 2004, le Toulouse Basket Club est créé avec l’ambition de devenir le club phare de la région toulousaine. À l’issue de la saison 2005-06, le TBC obtient une accession en NF1 à la suite d'un élargissement à 14 clubs de la division. À l’issue d'une saison 2006-2007 décevante, le club est rétrogradé en NF2.

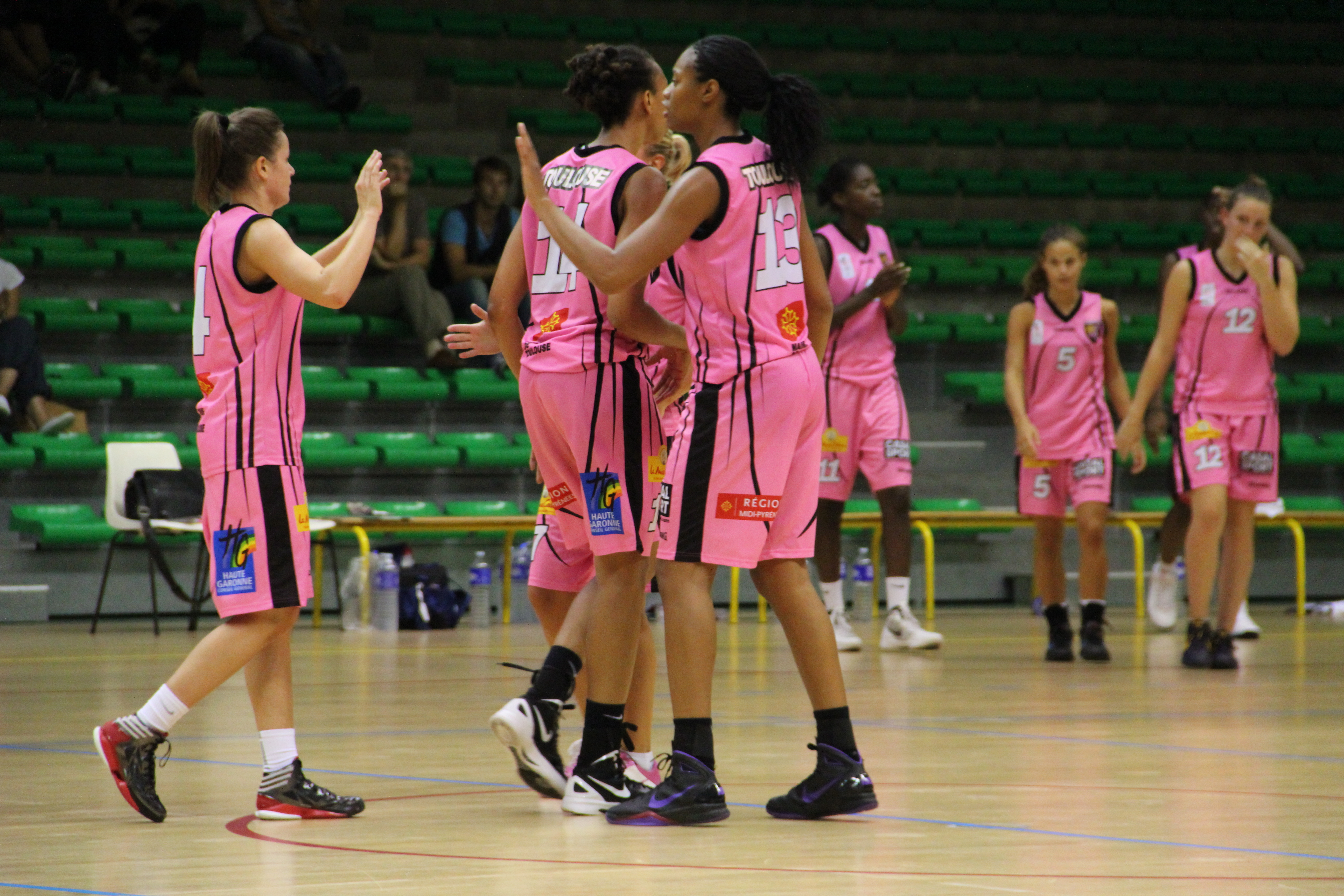
Les joueuses du Toulouse MB après une victoire face à Tarbes en 2012.

Le 7 février 2008, le Toulouse Basket Occitanie a été déclaré à la préfecture de la Haute-Garonne (parution au Journal Officiel du 16 février 2008). En respectant les statuts de la Fédération française de basket-ball (FFBB), le TBC a signé une convention au terme de laquelle il déléguait les pouvoirs de gestion et d’animation des équipes seniors féminines, cadettes et de l’équipe minime championnat de France si sa candidature est retenue.
Cependant, le Lot-et-Garonne UST, menacée de dépôt de bilan, céda ses droits au Toulouse Métropole Basket, la section de basket-ball du Toulouse Cheminots Marengo Sports céda les droits sportifs de son équipe en NF3. La présence de deux clubs avec des ambitions nationales devint problématique aux yeux de la municipalité et, à l’issue d’une réunion générale des dirigeants des clubs toulousains, on décida la fusion du TMB et du TBO.
En 2012-2013, Mathieu Chauvet accroche le maintien en LFB, mais il n'est pas conservé. Le nouvel entraîneur Jérôme Fournier attire des joueuses formées au centre fédéral et accroche une qualification pour le Challenge Round. Après avoir attiré la médiatique croate Antonija Mišura, le club noue mi-2014 un partenariat avec les humoristes les Chevaliers du fiel.
En 2018-2019, pour concrétiser une saison ponctuée de 11 victoires consécutives (du 02/02/19 au 13/04/19) Xavier Noguera et Alban Vigouroux emmènent le TMB en Finale des Playoffs LF2 2019. Les joueuses s'inclineront deux manches à une et termineront Vice-Championnes de France.
En 2018 et 2019, le TMB accueille le tournoi international féminin de la Mediterranean Cup of Champions.
En 2019-2020, la saison est arrêtée après la 16e journée à cause de la pandémie de Covid-19 alors que l'équipe était 4e. En Coupe de France, l'équipe s'incline contre Bourges en 1/4 de finale.
À partir de la saison 2020-2021 le club nomme l'équipe professionnelle : Les Pionnières même si le TMB n'est pas la première équipe féminine professionnelle évoluant au haut niveau à Toulouse puisque le Toulouse Launaguet Basket, qui a déposé le bilan en 2004, l'avait précédé en LFB et reste à ce jour la seule équipe féminine de la Ville Rose à avoir disputé une coupe d'Europe. C'est surtout une forme d'hommage aux pionniers de l'aéropostale. Les joueuses du Centre de Formation sont quant à elles nommées Les Pépites.
Après une saison 2021-2022 exceptionnelle à l'issue de laquelle les joueuses de Xavier Noguera ont fini premières de Saison Régulière et ont battu le record de victoires consécutives du club en en enchaînant 13 (du 27/11/2021 au 19/03/2022), elles se sont également illustrées en Playoffs en s'imposant en 2 matchs sur chaque tour des phases finales et ont fini par remporter la Finale face à La Tronche Meylan qui, pour l'occasion, avait délocalisé leur terrain sur la Patinoire Polesud de Grenoble. Cette victoire 57-61 propulse de nouveau les Pionnières en LFB pour la saison 2022-2023.    
La saison 2022-2023 en LFB commence par une victoire lors du 1ᵉʳ match face à Basket Landes, l'une des meilleures équipes de la compétition. Cependant, le reste de la saison sera quant à lui très compliqué au niveau des victoires, avec un bilan de 6 victoires pour 16 défaites à la fin de la saison régulière. Lors des playdowns, l'équipe de Toulouse gagne un match sur les 3 que comportent les playdowns, face à Tarbes. À la fin de ceux-ci, le TMB se classe 4ᵉ sur 4, et est donc relégué définitivement en LF2 à l'issue de la saison.  
La saison 2022-2023 est également marquée par le départ d'une grande partie des joueuses à l'issue de la saison : Aminata Gueye (part à l'ESBVA), Kyra Lambert, Aishah Sutherland, Tiana Mangakaia (pour raisons de santé), Adut Bulgak, Joelly Beleka (part à l'USO Mondeville), Kalis Loyd (retraite sportive) et Noémie Brochant (part au Flammes Carolo).  

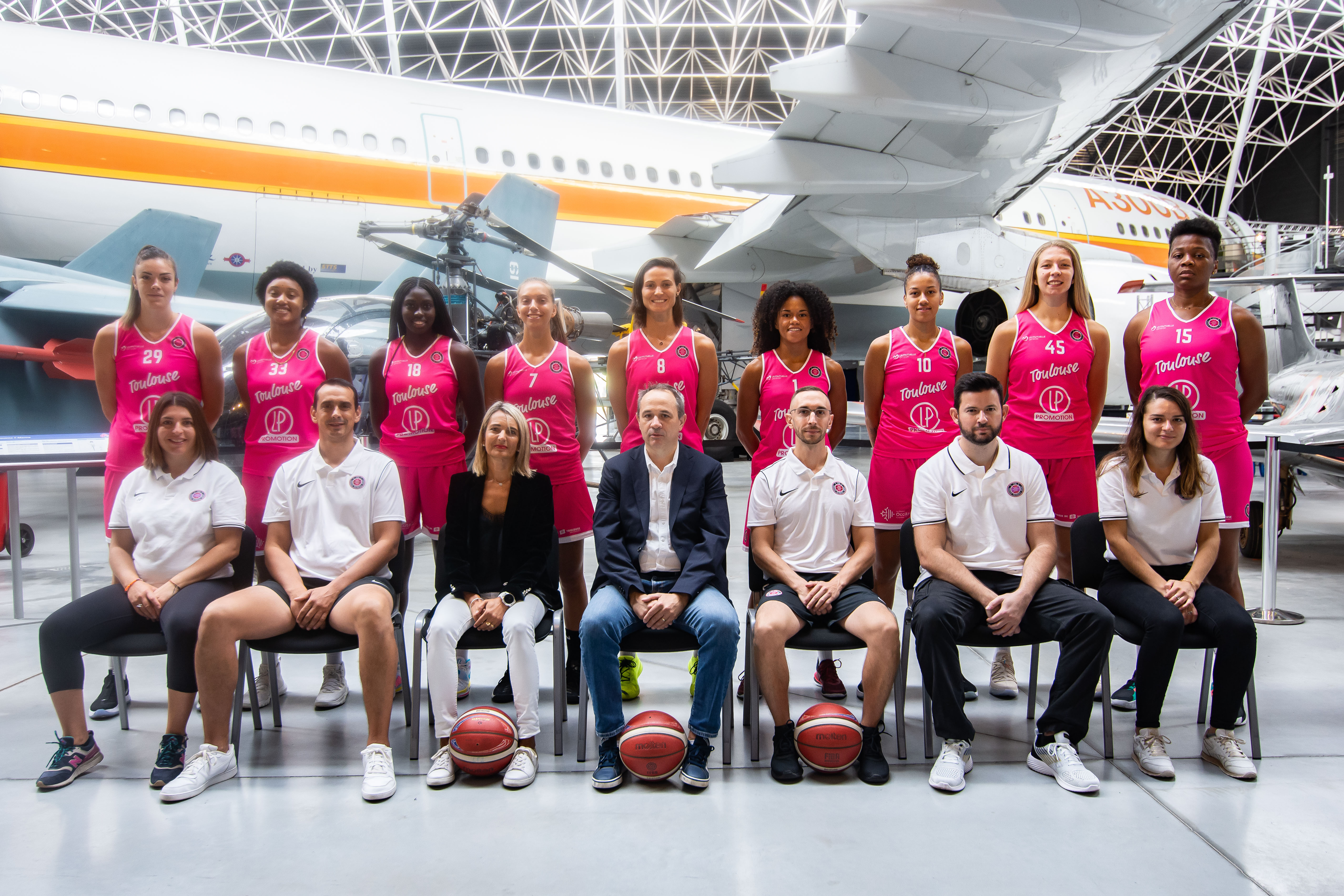
Photo d'équipe du TMB pour la saison 2019-2020.

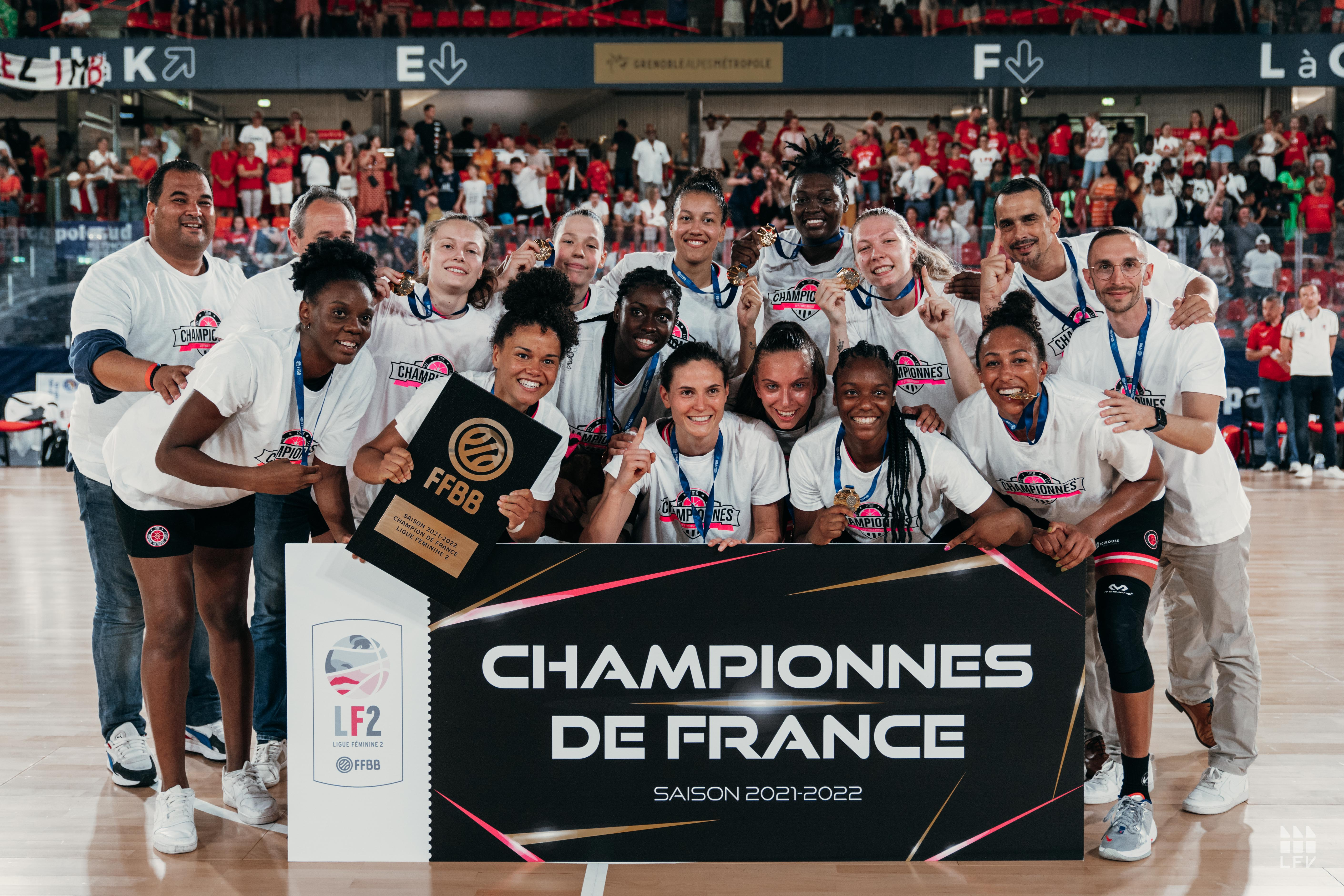
Photo du titre de Championnes de France LF2 prise le 21 mai 2022.

Vainqueur de Mondeville (Calvados) en quart de finales des playoffs puis de AS Aulnoye-Aymeries en demi. Le C' Chartres Métropole Basket Féminin n’est plus qu’à une victoire de connaître la Ligue Féminine de Basket (LFB) pour la première fois de son histoire. Victorieuses de Toulouse Métropole Basket lors du match aller de la finale des playoffs de LF2 (74-66)Vainqueur de la belle de la finale des playoffs LF2 face à Toulouse (73-65), le C'Chartres Basket Féminin a remporté le titre de champion de France LF2 2024 et décroché son accession sportive en LFB,,.
Lors de la saison 2024-2025, Union sportive ouvrière de Mondeville est qualifié dans la course à la finale des playoffs après avoir battu Feytiat près de Limoges 2 manches a 1 puis sera opposé à Toulouse Métropole Basket leader de la phase régulière en demi-finale de Ligue Féminine 2. Face à Mondeville, Toulouse à réussi ce 30 avril 2025, dans sa demi-finale retour des playoffs de Ligue 2 féminine. Toulouse est qualifié 2 manches a 0. Toulouse est en finale face à Basket Club Montbrison Féminines,,. les Toulousaines affrontent à guichets fermés les "Vertes" de Montbrison. les toulousaines s'impose en deux manches (61-57) puis (70-73), dans le chaudron du Gymnase André Dubruc emmené par Kaleena Mosqueda-Lewis 17 points puis Binta Drame 16 points le Toulouse Métropole Basket sont championnes de France et accède au Championnat de France féminin de basket-ball pour la saison 2025-2026. Toulouse a raflé deux des trois trophées individuels de la saison 2024-2025 de Ligue féminine 2 (LF2) avec Binta Dramé (1,72 m, 22 ans) couronnée MVP succèdant à Kendall Cooper (Montbrison) et Alexa Middleton (Feytiat), deux premières lauréates du trophée de MVP. et Xavier Noguera coach de l’année. Technicien emblématique du Toulouse Métropole Basket depuis 2016 il a guidé les Pionnières vers une première place au classement de la saison régulière, largement acquise (18 victoires, 4 défaites). Il succède à Corinne Benintendi (Montbrison).

## Palmarès
| Compétitions nationales                                                                           | Compétitions internationales |
| ------------------------------------------------------------------------------------------------- | ---------------------------- |
| Compétitions actuelles - LF2 (2) - Champion : 2022, 2025 - Vice-champion : 2012, 2019, 2021, 2024 | Compétitions actuelles       |

## Parcours saison par saison
| Saison    | Championnat | Place (saison rég.) | Place (Play-Offs)               | Coupe de France |
| --------- | ----------- | ------------------- | ------------------------------- | --------------- |
| 2008-2009 | NF1 (D2)    | 4e                  | Demi-finale                     | ?               |
| 2009-2010 | LFB         | 12e                 | Quart de finale Challenge Round | ?               |
| 2010-2011 | LFB         | 14e                 | -                               | 8e de finale    |
| 2011-2012 | LF2         | 3e                  | Finale                          | 8e de finale    |
| 2012-2013 | LFB         | 12e                 | -                               | 8e de finale    |
| 2013-2014 | LFB         | 8e                  | Demi-finale Challenge Round     | Demi-finale     |
| 2014-2015 | LFB         | 10e                 | -                               | 16e de finale   |
| 2015-2016 | LFB         | 12e                 | -                               | 16e de finale   |
| 2016-2017 | LF2         | 8e                  | Quart de finale                 | 16e de finale   |
| 2017-2018 | LF2         | 3e                  | Quart de finale Play-offs       | Quart de finale |
| 2018-2019 | LF2         | 2e                  | Finale Play-offs                | 32e de finale   |
| 2019-2020 | LF2         | 4e                  | annulés                         | Quart de finale |
| 2020-2021 | LF2         | 2e                  | annulés                         | 16e de finale   |
| 2021-2022 | LF2         | 1er                 | Champion                        | 16e de finale   |
| 2022-2023 | LFB         | 11e                 | -                               | 32e de finale   |
| 2023-2024 | LF2         | 5e                  | Finale                          | 16e de finale   |
| 2024-2025 | LF2         | 1er                 | Champion                        | 32e de finale   |
| 2025-2026 | LFB         | en cours            | en cours                        | en cours        |

## Historique du logo

Logo de 2008 à 2012.
Logo de 2012 à 2013.
Logo de 2013 à 2017.
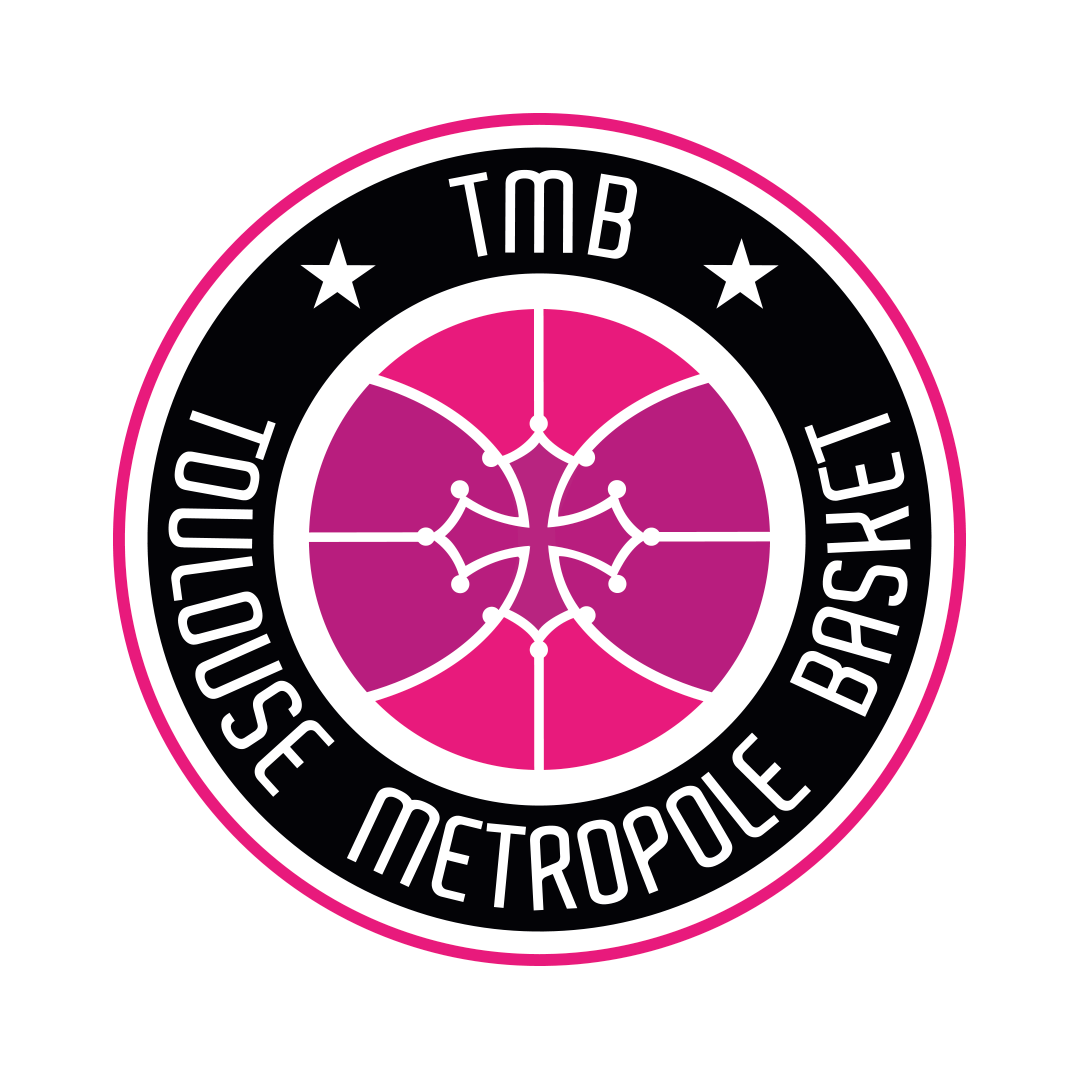
Logo actuel.

## Entraîneurs successifs
- Valérie Garnier (2008-2011)
- Mathieu Chauvet (2011-2013[16])
- Jérôme Fournier (2013[16]-2016)
- Xavier Noguera (2016- )

## Joueuses célèbres ou marquantes
- Miranda Ayim
- Agathe Degorces
- Olivia Époupa
- Aby Gaye
- Émilie Gomis
- Tianna Hawkins
- Emmanuelle Hermouet
- Anda Jēkabsone
- Lorraine Lokoka
- Kristen Mann
- Maud Medenou
- Leah Metcalf
- Antonija Mišura
- Agathe N'Nindjem-Yolemp
- Emilija Podrug
- Mikaela Ruef
- Shona Thorburn
- Sylvie Gruszczynski
- Amélie Pochet
- Maud Stervinou
- Lucie Carlier
- Sarah Halejian
- Kalis Loyd
- Noémie Brochant